# Zorocràtids
Els zorocràtids (Zorocratidae) són una antiga família d'aranyes araneomorfes. Havien format part dels licosoïdeus (Lycosoidea), una superfamília formada per dotze famílies més (per exemple, licòsids, ctènids, oxiòpids i pisàurids).
La majoria dels gèneres que abans estaven ubicats en aquesta família han estat transferits a la família dels udúbids (Udubidae). El gènere tipus, Zorocrates, ara està situat dins els zoròpsids (Zoropsidae).
- Campostichomma Karsch, 1891 → Udubidae
- Raecius Simon, 1892 → Udubidae
- Uduba Simon, 1880 → Udubidae
- Zorocrates Simon, 1888 → Zoropsidae
- Zorodictyna Strand, 1907 → Udubidae